# Jan Piltz
Jan Władysław Piltz (ur. 15 stycznia 1870 w Aleksandrowie, zm. 26 listopada 1930 w Krakowie) – polski lekarz neurolog i psychiatra, profesor Uniwersytetu Jagiellońskiego i pierwszy kierownik Katedry Neurologiczno-Psychiatrycznej Uniwersytetu Jagiellońskiego, twórca krakowskiej szkoły neurologicznej, działacz społeczny.

## Życiorys
Urodził się 15 stycznia 1870 roku w Aleksandrowie w powiecie nieszawskim, na terenie Guberni Warszawskiej, w spolonizowanej rodzinie o niemieckich korzeniach. Jego rodzicami byli Jan Piltz i Emma Schmidt. Ojciec Piltza był zawiadowcą stacji kolejowej, za udział w powstaniu styczniowym zesłanym na kilka lat na Syberię. Przyrodnim bratem Jana był polityk i dyplomata Erazm Piltz.
Uczęszczał do gimnazjum realnego w Warszawie, ukończył je w 1888 roku. W latach 1888–1889 studiował nauki przyrodnicze i matematykę na wydziale filozoficznym Uniwersytetu w Zurychu. Jego przyjacielem z tego okresu był Leon Marchlewski . Po zdaniu matury w Bernie powrócił na Uniwersytet Zuryski w 1892 roku i podjął studia medyczne; ukończył je w 1895.
Jako student był asystentem w klinice anatomii i histologii Philippa Stöhra (od maja do listopada 1893) i, w tym samym czasie, w Instytucie Badań Mózgu u Constantina von Monakowa. Pracował też jako asystent w klinice psychiatrycznej Augusta Forela (od lutego do maja 1895), u Marc-André Oliveta i Johannèsa Martina w Genewie (od stycznia 1895 do marca 1896). W 1897 roku wyjechał do St. Petersburga, tam zdał uzupełniające egzaminy maturalne z łaciny i greki i nostryfikował dyplom lekarski na Uniwersytecie w Kazaniu. Przez rok pracował w klinice neurologii i psychiatrii Akademii Medyko-Chirurgicznej w St. Petersburgu i doktoryzował się pod kierunkiem Władimira Biechtieriewa. Na zaproszenie nowego kierownika kliniki w Zurychu, Eugena Bleulera, wrócił do Szwajcarii i został we wrześniu 1898 pierwszym asystentem kliniki. Od kwietnia 1899 do stycznia 1900 był wicedyrektorem kliniki psychiatrycznej Uniwersytetu w Lozannie, kierowanej przez Alberta Mahaima. Od stycznia do grudnia 1900 roku pracował w klinice neurologicznej Salpêtrière, kierowanej wówczas przez Jules′a Déjerine′a.
W 1901 znalazł się w Warszawie, zorganizował samodzielny oddział neurologiczny z pracownią neuropatologiczną w warszawskim Szpitalu Praskim. Doktoryzował się w Lozannie w 1904 roku u Forela na podstawie dysertacji
Contribution à l′étude de la dissociation de la sensibilité douloureuse et thermique dans les cas de traumatisme et d′affection de la moëlle épinière.
23 kwietnia 1905 został powołany na stanowisko profesora nadzwyczajnego Uniwersytetu Jagiellońskiego i pierwszym kierownikiem Katedry Neurologiczno-Psychiatrycznej UJ założonej w tym samym roku. Piltz w ciągu dwudziestu lat rozbudował Klinikę na wzór kliniki psychiatrycznej w Monachium, tak że posiadała trzy duże pawilony i pracownie: anatomiczną, biochemiczną, histopatologiczną, metaboliczną i neurofizjologiczną. Jego asystentami i współpracownikami byli m.in. Eugeniusz Artwiński, Eugeniusz Brzezicki, Władysław Chłopicki, Jan Gallus, Włodzimierz Godłowski, Eufemiusz Herman, Hermann Nunberg, Adam Kunicki, Władysław Medyński, Aleksandra Mitrinowicz, Cezar Onufrowicz, Maksymilian Rose, Adam Rydel, Aurelia Sikorska, Karol Stanisław Szymański, Aleksander Ślączka, Marcin Zieliński .
Członek korespondent Royal College of Psychiatrists od 1930 roku. Prezes Krakowskiego Towarzystwa Lekarskiego (1911), przewodniczący II Zjazdu Neurologów, Psychiatrów i Psychologów polskich (1912), przewodniczący Krakowskiego Towarzystwa Neurologiczno-Psychiatrycznego, prezes Krakowskiego Towarzystwa Eugenicznego, delegat Polski na Międzynarodowy Kongres Higieny Psychicznej w Waszyngtonie (1930) .
Był odznaczony Krzyżem Komandorskim Orderu św. Sawy.
Żonaty z Zofią Pawliczyńską (1876–1948). Mieli córkę Janinę (1902–1965), zamężną za Feliksem Siedleckim, i syna Jerzego (1903–1938), prawnika .
Pochowany jest w grobie rodzinnym na cmentarzu Rakowickim (kwatera 16). W Krakowie jego imieniem nazwano ulicę.

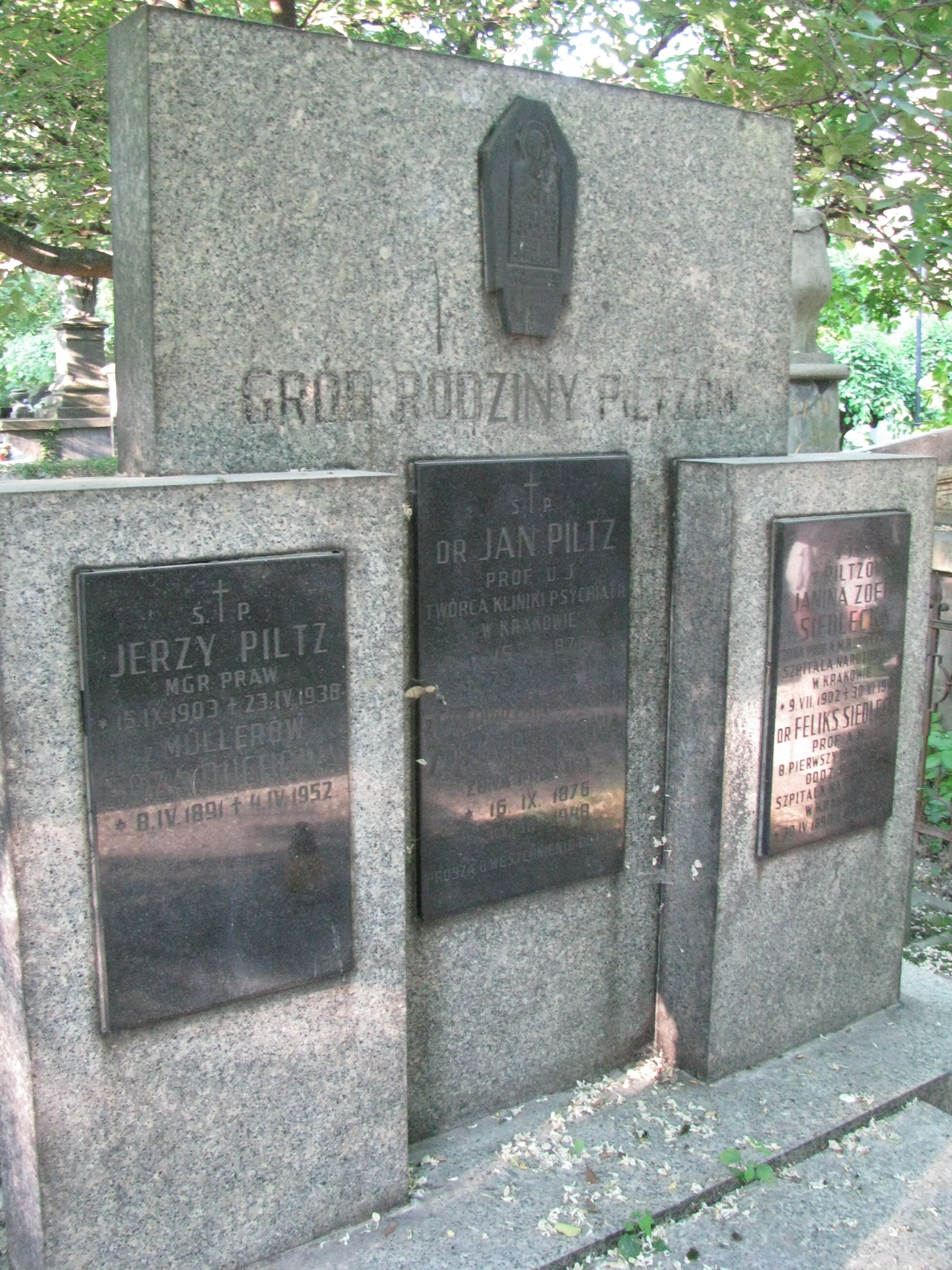
Grób rodzinny Piltzów na cmentarzu Rakowickim w Krakowie

## Dorobek naukowy
Piltz opisał m.in. trzy odruchy źrenicze: jeden z nich znany jest jako odruch źreniczny Westphala-Piltza i polega na fizjologicznym zwężeniu źrenicy podczas zaciskania powiek, drugi to charakterystyczny (nie patognomoniczny) dla kiły III-rzędowej odruch źreniczny paradoksalny Piltza, polegający na rozszerzeniu źrenicy podczas jej oświetlania. Odruch źreniczny neurotoniczny Piltza również bywa obserwowany w kile układu nerwowego i polega na rozszerzeniu zwężonej, sztywnej źrenicy przy badaniu odruchu na zbieżność i nastawność. Odruch Haaba-Piltza występujący niekiedy w uszkodzeniu kory polega na zwężeniu źrenicy gdy badany pacjent patrzy na jasny obiekt umieszczony w obrzeżu pola widzenia.
Autorska definicja niepoczytalności Piltza została wprowadzona do polskiego kodeksu karnego .

## Wybrane prace
- Über Aufmerksamkeitsreflexe der Pupillen. „Neurologisches Centralblatt” 18 (1), s. 14–17, 1899
- Weitere Mittheilungen über Vorstellungsreflexe der Pupillen. „Neurologisches Centralblatt” 18, s. 496–502, 1899
- O odruchach źrenic, występujących przy skupianiu uwagi. „Gazeta Lekarska” 19, s. 58–61, 1899
- Über neue Pupillenphänomene. „Neurologisches Centralblatt” 18 (6), s. 248–254, 1899
- O nowych zjawiskach źrenicowych. „Gazeta Lekarska” 19, s. 928–935, 1899
- Über Vorstellungsreflexe der Pupillen bei Blinden. „Neurologisches Centralblatt” 18 (16), s. 722–731, 1899
- Ueber ein Hirnrindencentrum für einseitige, contralaterale Pupillenverengerung (beim Kaninchen). „Neurologisches Centralblatt” 18, s. 875–878, 1899
- Du réflexe pupillaire de l'attention. „Province méd.” 13, s. 63–65, 1899
- Weitere Mitteilungen über die beim energischen Lidschluss stattfindende Pupillenveränderung. „Neurologisches Zentralblatt” 19, s. 837–848, 1900
- Experimentell erzeugter reciproker Wechsel der Pupillendifferenz bei progressiver Paralyse. „Neurologisches Centralblatt” 19, s. 434; 501, 1900
- Medycyna 28, ss. 262–267, 1900
- Sur les nouveaux signes pupillaires dans le tabès dorsal. „Revue Neurologique” 8, s. 593–597, 1900
- Etude des voies centrales des nerfs moteurs de l′œil. Cong. internat. de med. C.-r. sect. de neurol., s. 192–193. Paris, 1900
- Die paradoxe Pupillenreaction und eigene Beobachtung von Verengerung der Pupillen bei Beschattung der Augen. „Neurologisches Centralblatt” 21, s. 939; 1012; 1054, 1901
- O paradoksalnem oddziaływaniu źrenic na światło; niezwykły przypadek zwȩżania się źrenic przy usuwaniu oświetlenia oka. „Gazeta Lekarska” 22, s. 813; 856, 1902
- Ueber centrale Augenmuskelnervenbahnen. „Neurologisches Centralblatt” 21, ss. 482–487, 1902
- O znaczeniu rozpoznawczem nieregularności konturów źrenic w przebiegu organicznych chorób nerwowych. „Gazeta Lekarska” 22, s. 617; 644, 1902
- Ueber den diagnostischen Werth der Unregelmässigkeiten des Pupillarrandes bei den sogenannten organischen Nervenkrankheiten. „Neurologisches Centralblatt” s. 662; 714, 1903
- Ueber neurotomische Pupillenreaction. „Neurologisches Centralblatt” 22, ss. 253–262, 1903
- Contribution à l'étude de la dissociation de la sensibilité douloureuse et thermique dans les cas de traumatisme et d'affection de la moëlle épinière. Lausanne: l′Asile, 1904
- Ein neuer Apparat zum Photographieren der Pupillenbewegungen. „Neurologisches Centralblatt” 23, s. 801; 853, 1904
- Nowy przyrząd do fotografowania ruchów źrenicy. „Przegląd Lekarski”, 1904
- Ein Beitrag zum Studium der Dissociation der Temperatur- und Schmerzempfindung bei Verletzungen und Erkrankungen des Rückenmarkes. „Archiv für Psychiatrie und Nervenkrankheiten”. 41 (3), s. 951–1008, 1906. DOI: 10.1007/BF02058006.
- Beitrag zum Studium der Sensibilitätsstörungen bei progressiver Paralyse. „Deutsche klinisch-therapeutische Wochenschrift” 13, s. 1061–1063, 1906
- O porażeniach czucia we wczesnych okresach porażenia postępującego. „Przegląd Lekarski” 45 (13), s. 233–235, 1906
- Schematy obwodowego, rdzeniowego i mózgowego unerwienia skóry. Kraków, 1907
- Experimentelle Untersuchungen über die Topographie der kortikalen Pupillenbewegungszentren. „Journal für Psychologie und Neurologie” 13, s. 161–165, 1908
- Poszukiwania nad topografją korowych ośrodków ruchów źrenicy. „Rocznik Lekarski” 1 (5), 1908
- O przerwaniu ciąży ze wskazań psychiatrycznych. Kraków, 1912
- Zaburzenia nerwowe i psychiczne, spostrzegane podczas mobilizacji i w czasie wojny. Kraków, 1915
- Przyczynek do nauki o t. zw. nerwicach wojennych i ich leczeniu. Kraków, 1917
- Über homologe Heredität bei Zwangsvorstellungen. „Zeitschrift für die gesamte Neurologie und Psychiatrie”. 43 (1), s. 134–146, 1918. DOI: 10.1007/BF02869669.
- Przyczynek do badań nad dziedzicznością w przypadkach depresji perjodycznej i manji perjodycznej. „Przegląd Lekarski” 44, 1918
- O homologicznej dziedziczności w przypadkach natręctw myślowych. „Przegląd Lekarski”, 1918
- Ein Beitrag zum Studium der sogenannten Kriegsneurosen und deren Behandlung auf Grund eigener Erfahrungen. Neurologisches Centralblatt 37, s. 650, 1918
- Pilne zadania społeczne na polu neurologji i psychjatrji. Kraków, 1919
- Quelques remarques sur l'hérédité homologue dans les cas de dépression périodique. „Revue Neurologique” 27, s. 810, 1920
- Przyczynek do nauki o homologicznej dziedziczności w przypadkach homoseksualizmu. „Przegląd Lekarski” 3, 1921
- O stanach psychopatologicznych, występujących w życiu jednostkowym i takich, które się powtarzają przez szereg pokoleń. Polskie Czasopismo Lekarskie 1 (7), s. 107, 1921
- Observations ... concernant la symptomatologie de l'encéphalite choréiforme et léthargique. Revue Neurologique 28, s. 793–801, 1921
- Quelques observations et remarques générales sur les états psychopathologiques observés dans la vie individuelle et ceux qui se répètent à travers les générations; essai d'une classification psychiatrique biologique. „Schweizer Archiv für Neurologie und Psychiatrie” 13, s. 575–587, 1923
- Quelques remarques sur les troubles de la sensibilité dans la sclérose en plaques. „Revue Neurologique” 31, s. 699, 1924
- Klinika Neurologiczno-Psychjatryczna Uniwersytetu Jagiellońskiego w Krakowie. Kraków: Nakładem Kliniki Neurologiczno-Psychjatrycznej Uniwersytetu Jagiellońskiego, 1929
- O bezpośrednim dziedziczeniu pewnych stanów psychopatologicznych. „Polska Gazeta Lekarska” 8 (37/38), s. 677–681, 1929
- Character from the Biological Point of View. „British Journal of Psychiatry”. 76 (315), s. 668–676, 1930. DOI: 10.1192/bjp.76.315.668.
- O charakterze (Z punktu widzenia biologicznego). „Przegląd Współczesny” 35 (102), s. 49–59, 1930